# Trjavna
Trjavna (bulgariska: Трявна) är en ort i Bulgarien.   Den ligger i kommunen Obsjtina Trjavna och regionen Gabrovo, i den centrala delen av landet, 180 km öster om huvudstaden Sofia. Trjavna ligger 488 meter över havet och antalet invånare är 13 818.
Terrängen runt Trjavna är lite kuperad. Närmaste större samhälle är Gabrovo, 13,5 km väster om Trjavna.
Omgivningarna runt Trjavna är en mosaik av jordbruksmark och naturlig växtlighet. Runt Trjavna är det ganska tätbefolkat, med 52 invånare per kvadratkilometer.